# Regan Gough
Pour les articles homonymes, voir Gough.

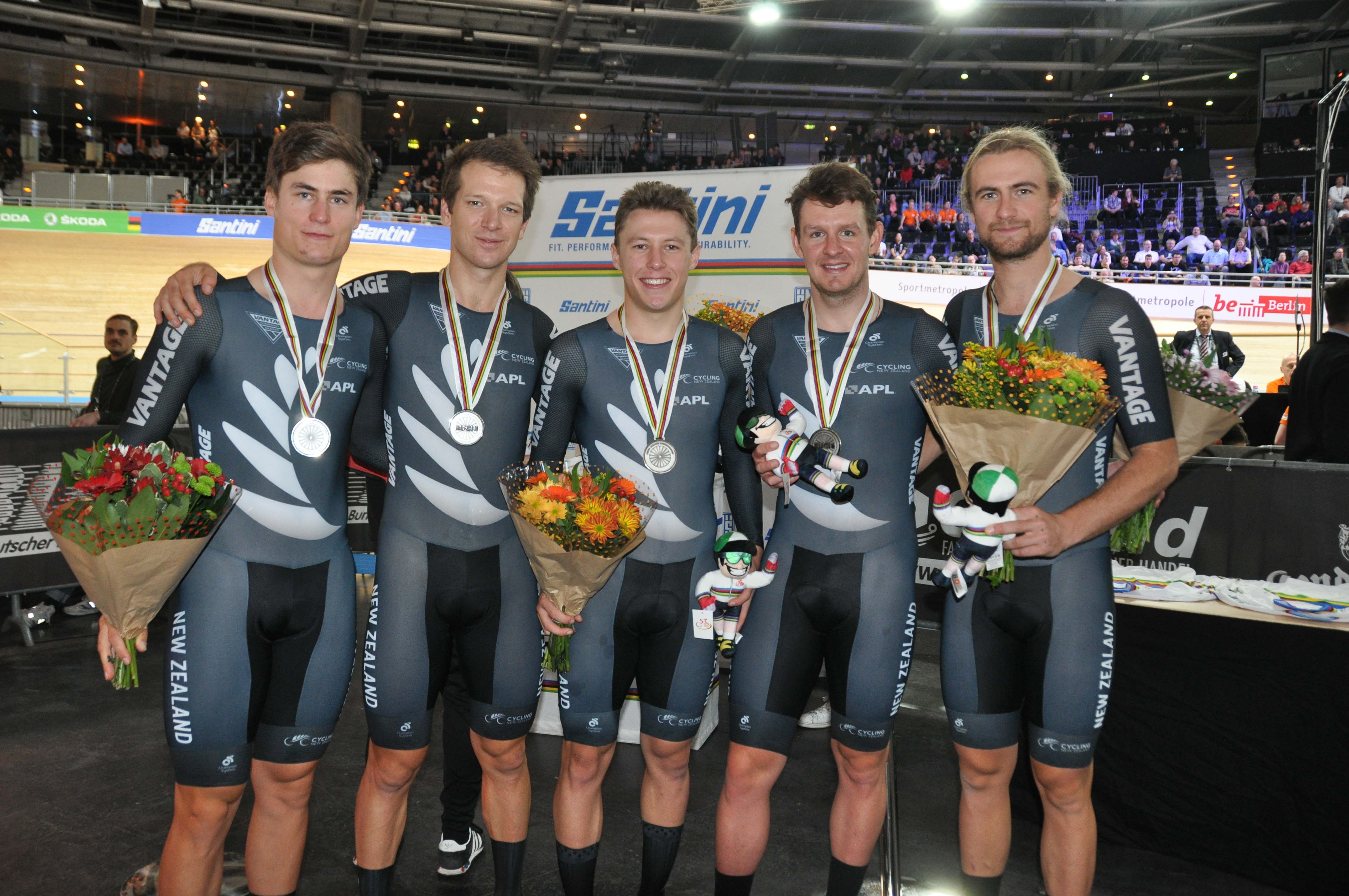
Le quatuor néo-zélandais aux mondiaux sur piste 2020 à Berlin (de gauche à droite) : Campbell Stewart, Aaron Gate, Corbin Strong, Jordan Kerby et Regan Gough.

Regan Gough (né le 6 octobre 1996 à Otane) est un coureur cycliste néo-zélandais, évoluant à la fois sur route et sur piste. Il devient champion du monde de poursuite par équipes en 2015.

## Biographie
Regan Gough est le cousin de Westley Gough, également cycliste.
En 2014, Regan Gough participe aux  championnats du monde sur piste chez les juniors (moins de 19 ans) et décroche deux médailles d'argent en poursuite par équipes et sur la course à l'américaine. L'année suivante, il devient double champion du monde juniors sur la course aux points et la course à l'américaine avec Luke Mudgway. Durant ces championnats, il remporte également l'argent sur la poursuite individuelle et le bronze sur la poursuite par équipes.
Pour ses premiers mondiaux sur piste chez les élites en 2015, il remplace Marc Ryan en finale de la poursuite par équipes et remporte la médaille d'or avec Pieter Bulling, Alex Frame et Dylan Kennett. Il s'agit du premier titre dans la discipline pour la Nouvelle-Zélande. Il termine également quatrième de la course aux points. En 2015, il signe également avec l'équipe continentale australienne sur route Avanti Racing. 
En 2016, il prend la quatrième place de la poursuite par équipes (avec Pieter Bulling, Aaron Gate et Dylan Kennett) aux Jeux olympiques de Rio de Janeiro. L'année suivante, il devient vice-champion du monde de poursuite par équipes avec Bulling, Kennett et Nick Kergozou. Aux mondiaux 2020 à Berlin, le quatuor néo-zélandais composé de Gough, Corbin Strong, Aaron Gate, Jordan Kerby et Campbell Stewart décroche une nouvelle médaille d'argent. Lors des Jeux olympiques de Tokyo, disputés en août 2021, il est à nouveau quatrième de la| poursuite par équipes.
En 2022, il devient champion de Nouvelle-Zélande du contre-la-montre. Il met un terme à sa carrière en mars 2024, à la suite d'une longue série de blessures et maladies.

## Palmarès sur route

### Par années
- 2013
  - 3e du Lake Taupo Cycle Challenge
- 2014
  - 2e étape du Tour de Vineyards
  - 2e (contre-la-montre) et 3e étapes du Tour de Taranaki
- 2015
  - Prologue du Tour de Southland (contre-la-montre par équipes)
  - 2e du championnat de Nouvelle-Zélande du critérium
- 2016
  -  Champion de Nouvelle-Zélande du critérium
  - Prologue du Tour de Southland (contre-la-montre par équipes)
  - 2e du Lake Taupo Cycle Challenge
- 2017
  -  Champion de Nouvelle-Zélande sur route espoirs
  -  Champion de Nouvelle-Zélande du contre-la-montre espoirs
  - 5e étape de l'An Post Rás
- 2019
  - Gastown Grand Prix
- 2021
  - 3e étape de la New Zealand Cycle Classic
- 2022
  -  Champion de Nouvelle-Zélande du contre-la-montre
  - 1re (contre-la-montre par équipes) et 5e étapes de la New Zealand Cycle Classic
- 2023
  - Prologue du Tour de Southland (contre-la-montre par équipes)

### Classements mondiaux
| Année                                 | 2017  | 2018 | 2019 | 2020 | 2021  | 2022 |
| ------------------------------------- | ----- | ---- | ---- | ---- | ----- | ---- |
| Classement mondial                    | 1339e | nc   | nc   | nc   | 1968e | 893e |
| UCI Europe Tour                       | 1387e | nc   |      |      |       |      |
| UCI Oceania Tour                      | 37e   | nc   | nc   | nc   | 67e   | 55e  |
|                                       |       |      |      |      |       |      |
| Légende : nc = non classéSource : UCI |       |      |      |      |       |      |

## Palmarès sur piste

### Jeux olympiques
| Édition / Épreuve | Poursuite par équipes |
| Rio 2016          | 4e                    |
| Tokyo 2020        | 4e                    |

### Championnats du monde
| Édition / Épreuve              | Poursuite individuelle | Poursuite par équipes                     | Course aux points | Américaine        |
| Glasgow 2013 (juniors)         |                        | Argent                                    |                   | Argent            |
| Séoul 2014 (juniors)           | Argent                 | Argent                                    | Or                | Or (avec Mudgway) |
| Saint-Quentin-en-Yvelines 2015 |                        | Or (avec Frame, Kennett, Bulling et Ryan) | 4e                |                   |
| Hong Kong 2017                 |                        | Argent                                    | 5e                |                   |
| Apeldoorn 2018                 |                        | 5e                                        | 9e                |                   |
| Berlin 2020                    |                        | Argent                                    |                   |                   |

### Coupe du monde
- 2015-2016 
  - 2e de la poursuite par équipes à Cambridge
- 2018-2019
  - 1er de la poursuite par équipes à Cambridge (avec Campbell Stewart, Jordan Kerby, Nick Kergozou et Tom Sexton)
- 2019-2020
  - 2e de la poursuite par équipes à Brisbane
  - 3e de la poursuite par équipes à Cambridge

### Championnats d'Océanie
| Édition / Épreuve | Course aux points | Américaine | Omnium |
| Melbourne 2016    |                   | Bronze     | Argent |
| Invercargill 2019 | Argent            | Bronze     | Bronze |

### Championnats nationaux
- 2013
  -  Champion de Nouvelle-Zélande de course aux points juniors
  - 2e du championnat de Nouvelle-Zélande de scratch juniors
  - 3e du championnat de Nouvelle-Zélande de poursuite juniors
- 2014
  -  Champion de Nouvelle-Zélande de poursuite juniors
  - 2e du championnat de Nouvelle-Zélande de l'américaine
  - 2e du championnat de Nouvelle-Zélande de l'omnium juniors
  - 3e du championnat de Nouvelle-Zélande du scratch juniors
- 2015
  -  Champion de Nouvelle-Zélande de course aux points
  - 2e du championnat de Nouvelle-Zélande de l'américaine
- 2017
  - 2e du championnat de Nouvelle-Zélande de l'omnium
- 2020
  -  Champion de Nouvelle-Zélande de course par élimination
- 2021
  -  Champion de Nouvelle-Zélande de l'américaine (avec Tom Sexton)
  -  Champion de Nouvelle-Zélande d'omnium
  - 3e du championnat de Nouvelle-Zélande du kilomètre
  - 3e du championnat de Nouvelle-Zélande de poursuite